# Остоє (Великопольське воєводство)
Остоє (пол. Ostoje, нім. Standort) — село в Польщі, у гміні Ютросін Равицького повіту Великопольського воєводства.
Населення — 297 осіб (2011).
У 1975-1998 роках село належало до Лешненського воєводства.

## Демографія
Демографічна структура станом на 31 березня 2011 року:
|          | Загалом | Допрацездатний вік | Працездатний вік | Постпрацездатний вік |
| -------- | ------- | ------------------ | ---------------- | -------------------- |
| Чоловіки | 155     | 28                 | 115              | 12                   |
| Жінки    | 142     | 33                 | 80               | 29                   |
| Разом    | 297     | 61                 | 195              | 41                   |